# Остання теорема
«Остання теорема» (англ. The Last Theorem) — науково-фантастичний роман Артура Кларка та Фредеріка Пола, написаний в 2008 році. Останній роман письменника, виданий вже після його смерті.
Книга описує дві паралельні сюжетні лінії. Студент Раджит прагне знайти альтернативне доведення Великої теореми Ферма, що зрештою приводить його до розуміння закуліси світової політики. В той же час землянами цікавиться могутня космічна цивілізація, намірена знищити людей за їхню жорстокість.

## Сюжет
В середині 21 століття студент університету Коломбо, шріланкієць Раджит Сабрамьаньян (англ. Ranjit Subramanian), одержимий спробами знайти просте доведення Великої теореми Ферма. Не зважаючи на те, що формально, доведення вже було знайдене в 1995 році американським математиком Ендрю Вайлсом, Раджит прагне знайти простіше доведення, згадане самими математиком. Він переконаний, що сучасний спосіб був надто складним, оскільки доведення складається з понад 100 сторінок і використовує математичні методи недоступні сучасникам Ферма.
Викладачі радять йому покинути цю ідею і він декілька разів міняє спеціальність, щоб знайти себе в чомусь новому. Він проходить курси по історії, астрономії та психології і автори знайомлять читата з багатьма цікавими фактами з цих дисциплін.
Одного разу під час канікул він потраплає на круїзний лайнер, який викрадають пірати. Після захоплення піратів офіційною владою, його через свідчення інших пасажирів, причислають до піратів і віддають в руки правоохоронних органів однієї з країн третього світу, що надає послуги вибивання інформації незаконними методами через тортури. Після 2 років у в'язниці, Раджита знаходить його друг Гаміні Бандара, тепер впливовий чиновник ООН. За цей час Раджит спромігся знайти просте доведення теореми Ферма, яке він повністю тримає в голові.
Раджит публікує своє доведення і стає знаменитістю. Він одружується на своїй знайомій Мірі де Суоза, фахівцеві зі штучного інтелекту і приймає запрошення на роботу криптографом від ЦРУ, оскільки в його біографії значиться, що він колись підібрав пароль свого вчителя математики. Та не знайшовши себе в роботі на уряд, Раджит повертається працювати викладачем математики в рідний університет. Попри великі плани, в нього доволі скромні успіхи в дослідженнях та викладанні. Але завдяки впливовим знайомим та минулій славі, в нього є можливість бути в курсі світової політики та міжнародних технічних проектів. Він відмовляється від активної участі, але стає членом спостережної ради проекту космічного ліфту на Шрі-Ланці.
Його друг Гаміні є членом підрозділу ООН Pax per Fidem (Мир через прозорість), який застосовує силу для вирішення міжнародних конфліктів. Ця організація володіє зброєю «Тихий шторм», що електромагнітним імпульсом виводить з ладу військову техніку, уможливлюючи безкровну зміну влади в проблемних країнах. Раджит підозрює, що ця організаціє стикнеться з труднощами, якщо доведеться вирішувати проблему, на яку нема одностайного погляду в творців цієї зброї: США, Росії та Китаю. Так воно і відбувається при вирішенні проблеми Куби. Він вважає, що ця зброя просто допомагає великим країнам захопити малі, і в кінці залишаться, як і в романі «1984» Орвелла, воюючі між собою наддержави Океанія, Євразія та Остазія.
Паралельно з цим позповідається, що в галактиці керує раса Великих Галактів (англ. Grand Galactics), нематеріальних істот з колективним розумом, які переймаються гармонійним розвитком життя. При доходженні до них енергії перших ядерних вибухів на Землі, вони приймають рішення послати армію з декількох підпорядкованих їм рас («девятируких», «півторачок» та «збережених в машині») для стерилізації Землі. Один з Великих Галактів, випадково подорожуючи повз Землю, зацікавлюється ефектом «Тихого шторму» і наказує армії вивчити це питання.
Армія прибуває до Землі і викрадає доньку Раджита — Наташу, пілота одного з суден з сонячним парусом в регаті до місячної орбіти. Використовуючи її, прибульці один по одному допитують всіх носіїв інформації про «Тихий шторм». Задовільнившись тим, що Земля перейшла на менш деструктивний курс, прибульці повідомляють землянам рішення Великих Галактів не стерилізувати Землю.
Оскільки в прибульців закінчуються ресурси, то вони приземляються в незаселену депресію Каттара для їх поповнення. Агресивно налаштований президент США відправляє бомбардувальники B-52 для завдання удару по їхній базі, але прибульці знешкоджують літаки і пропонують компенсацію за це. Запропонований ними об'єм золота, добутий з морської води, США відкидають, як шкідливий для економіки. Тоді прибульці діляться своїми технологіями добування енергії та завантаження свідомості в комп'ютер. Міру, яка загинула під час дайвінгу, завантажують першою. Потім до неї приєднується Раджит.
Через 13 000 років Великі Галакти повертаються поглянути на Землю і здивовані наскільки швидко вона розвивається. Вражені побаченим, вони передають свої обов'язки догляду за розвитком інших рас землянам.

## Цікаві факти
- Раджит часто розважає співрозмовників лічбою на пальцях до 1023.
- Твір переповнений ідеями з попередніх творів авторів. Найбільш очевидні:
  - Космічний ліфт та прибуття іншопланетян в далекому майбутньому — з роману Кларка «Фонтани раю»
  - «Збережені в машині» — дияволоподібна раса з роману «Кінець дитинства»